# Dendrocolaptes
Genre
Le genre Dendrocolaptes regroupe cinq espèces de passereaux appartenant à la famille des Furnariidae. Ces oiseaux se retrouvent du sud du Mexique au nord de l'Argentine.

## Liste des espèces
D'après la classification de référence du Congrès ornithologique international (ordre phylogénique) :
- Dendrocolaptes sanctithomae (Lafresnaye, 1852) — Grimpar vermiculé
- Dendrocolaptes certhia (Boddaert, 1783) — Grimpar barré
- Dendrocolaptes picumnus Lichtenstein, 1820 — Grimpar varié
- Dendrocolaptes hoffmannsi Hellmayr, 1909 — Grimpar de Hoffmanns
- Dendrocolaptes platyrostris Spix, 1824 — Grimpar des plateaux